# Madaí Pérez Carrillo
Madaí Pérez Carrillo (Estat de Tlaxcala, 2 de febrer de 1980) és una corredora de llarga distància mexicana. Va representar Mèxic en la marató dels Jocs Olímpics de 2008 i 2012.
La primera marató que va completar va ser la Marató de Chicago de 2003, on va acabar 12a, amb un temps de 2:31:34. Va acabar en cinquena posició els 10.000 metres en els Jocs Panamericans de 2003. Va guanyar la Bolder Boulder 10K el 2004, i també la Mitja Marató de Guadalajara d'aquell any, en la primera de tres victòries consecutives. El 2005, va acabar 11a en la marató en el Campionat Mundial en un millor temps personal de 2:26:50, i 6a en el Campionat del Món de la Mitja Marató de 2005. El 2006, va acabar 4a en la Marató de Chicago en un nou rècord de temps mexicà de 2:22:59. En la Marató de Boston de 2007 va arribar en tercer lloc (2:30:16). En el Campionat Mundial d'Atletisme de 2007 a Osaka, Japó va acabar en el lloc 15, sent així la millor participant femenina d'Amèrica Llatina (2:35:17). El rècord anterior pertanyia a Adriana Fernández.
El 2008 a Stanford va acabar 6a en els 10.000 metres, amb una millor marca personal de 31:30:23. En Ixtapa, Mèxic l'11 de maig de 2008, es va classificar per la marató olímpica en una prova de 30 km, finalitzant en primera posició (1:45:05), seguida per Dulce María Rodríguez i Patricia Retiz, que va formar part de l'equip de Beijing. El 7 de juny, Pérez va acabar sis segons darrere de la guanyadora Hilda Kibet amb 32:49 pel segon lloc al New York Mini 10K. En la seva última competició, el 27 de juliol de 2008, abans dels Jocs Olímpics, Madai va acabar 2a a la Mitja Marató de Nova York darrere de Catalina Ndereba i va millorar la seva millor marca personal d'1:10:26. El 17 d'agost de 2008, Madai va finalitzar 19a a la marató olímpica a Pequín; el seu temps va ser 2:31:47.
Des de 2002 Pérez ha estat entrenada per Germán Silva, campió de la Marató de Nova York 1994-1995. Està casada amb el seu company corredor de marató Odilón Cuahutle amb qui va tenir un fill, Kenjiro. Posteriorment, va tenir el seu segon fill, Kenya, al maig de 2009. Després, va tornar a participar, amb èxit, en algunes competicions a finals de 2009 a Mèxic. Es va passar la PR a la Mitja Marató de Nova York el 21 de març, un temps de 1:09:45. Ella va acabar en 3a posició. A l'abril, va córrer la Marató de Boston 2010, però, a causa d'una infecció, no va ser capaç d'aconseguir un bon temps.
Madai va tornar a competir en la Marató de Nova York el 7 de novembre i va finalitzar en la 9a posició, amb un temps de 2:29:53, a pocs minuts de la guanyadora. Va derrotar a Kara Goucher, al guanyar la Mitja Marató d'Arizona el gener de 2011, amb un temps de 1:11:49.
Madai va córrer la Mitja Marató de Guadalajara el 20 de febrer en un temps de 1:13:26 (3r) i un mes més tard va participar en la Mitja Marató de Nova York (1:11:12) en el 10è lloc. La classificació per als Jocs Panamericans d'octubre, va córrer la Marató de Londres el 17 d'abril a 2:27:02. Dos mesos més tard va participar en la Mitja Marató Dia del Pare a Puebla, obtenint una victòria. Consecutivament, Madai va córrer dues curses als EUA. El 4 de juliol va participar en la 10k Peachtree, una de les més grans carreres de 10K al món, amb un temps de 32:57 (7è lloc) i el 30 de juliol es va situar en quart lloc (38:33). Va continuar preparant-se per als Jocs Panamericans de Veracruz i va obtenir una fàcil victòria a la Mitja Marató d'Atlas Colomos el 4 de setembre. En els Jocs Panamericans, Madai va guanyar la medalla de plata en la marató.
El març de 2012, va competir en la Mitja Marató de NY, corrent amb un temps de 1:10, el seu segon més ràpid. El 20 d'abril, al Mountsac Relays, va participar en els 5000 metres, acabant en segon lloc amb una millor marca de 15:41.
Abans de la seva preparació específica per als Jocs Olímpics de Londres va córrer els 10.000 metres al Payton Jordan Invitational a Stanford acabant amb un temps de 32:27. Desafortunadament, Madai va haver de retirar-se dels Jocs Olímpics a causa d'una lesió.
Va representar a Mèxic el 2013 en el Campionat Mundial d'Atletisme a Moscou, acabant 7a a la marató, amb 2:34:23. Durant la seva preparació per la Marató d'Hamburg que es va lesionar i va haver de retirar-se, per sotmetre's a un procés de rehabilitació. Després de la cirurgia, va córrer la Mitja marató de Nova York l'any 2016, al març, acabant en 12a posició, amb un temps d'1:12:54. En la Marató d'Hamburg, a l'abril de l'any 2016, es va classificar per als seus tercers Jocs Olímpics.

## Classificacions
| Any  | Campionat                                                       | Lloc de celebració                                 | Posició | Competició          | Temps              |
| ---- | --------------------------------------------------------------- | -------------------------------------------------- | ------- | ------------------- | ------------------ |
| 1998 | Campionat Junior d'Amèrica Central i el Carib (U20)             | George Town (illes Caiman) Regne Unit              | 1a      | 5000 m              | 17ː41.88           |
| 1999 | Campionat Junior Panamericà                                     | Tampa, Florida Estats Units                        | 2a 1a   | 3000 m 5000 m       | 9:38.44 16:50.77   |
| 2000 | Campionats NACAC U-25                                           | Monterrey Mèxic                                    | 4a 1a   | 1500 m Mitja Marató | 4:35.67 1:25:02    |
| 2002 | Campionats NACAC U-25                                           | San Antonio, Texas Estats Units                    | 1a      | Mitja Marató        | 1:16:05            |
| 2003 | Jocs Panamericans                                               | Santo Domingo República Dominicana                 | 3a      | 10.000 m            | 33:56.17           |
| 2005 | Campionat del Món d'atletisme Campionat del Món de Mitja Marató | Hèlsinki Finlàndia · Edmonton Canadà               | 11a 6a  | Marató Mitja Marató | 2:26:50 1:10:37    |
| 2006 | Jocs d'Amèrica Central i el Carib                               | Cartagena Colòmbia                                 | 3a      | 5000 m              | 16:19.38           |
| 2007 | Campionat del Món d'atletisme                                   | Osaka Japó                                         | 15a     | Marató              | 2:35:17            |
| 2008 | Jocs Olímpics                                                   | Beijing R.P. de la Xina                            | 19a     | Marató              | 2:31:47            |
| 2011 | Jocs Panamericans                                               | Guadalajara Mèxic                                  | 2a      | Marató              | 2:38:03            |
| 2013 | Marató de Boston Campionat del Món d'atletisme                  | Boston, Massachusetts Estats Units · Moscou Rússia | 7a      | Marató              | 2:28:59 2:34:23 SB |